# Cindy Thomas
Cindy Thomas est une joueuse de football française née le 8 mars 1992 à Saint-Claude (France).

## Biographie
Elle débute en 2006 au PSG. C'est lors de sa dernière saison au sein du club parisien qu'elle joue les quatre matches disputés par le club dans la prestigieuse Ligue des Champions. En 2012, elle part au Football Club Vendenheim-Alsace. Elle n'y reste que six mois. En janvier 2013, elle part au Standard de Liège en Belgique. En juillet 2013, elle retourne en France au FA Marseille. Entre 2015 et 2016, elle joue à l'Union sportive Saint-Malo. 

## Palmarès
- Championnat de Belgique (1) : 2013